# Csellószonáta
A cselló- vagy gordonkaszonáta egy zenemű szóló csellóra, gyakran (de nem mindig) zongora vagy más billentyűs hangszer kíséretével. A barokkban Basso continuo-kísérettel is előadták.
A csellószonáták fénykora a romantika volt, bár korábban is készültek ilyen kompozíciók, és napjainkban is készülnek.

## Híresebb csellószonáták
- Karl Friedrich Abel
  - Szonáták
- Charles-Valentin Alkan
  - Sonate de concert Op. 47, É-dúr (1857)
- Johann Sebastian Bach
  - Csellószvitek
- Samuel Barber
  - c-moll csellószonáta, op. 6 (1932)
- Arnold Bax
  - Rapszódikus Ballada (1939) ( Archiválva 2010. július 6-i dátummal a Wayback Machine-ben)
  - Esz-dúr gordonkaszonáta (1923)
  - D-dúr gordonkaszonáta (1933)
  - Legenda-Szonáta, fisz-moll (1943)
- Ludwig van Beethoven
  - Csellószonáta Op. 5 No. 1, F-dúr (1796)
  - Csellószonáta Op. 5 No. 2, g-moll (1796)
  - Csellószonáta Op. 69, Á-dúr (1808)
  - Csellószonáta Op. 102 No. 1, C-dúr (1815)
  - Csellószonáta Op. 102 No. 2, D-dúr (1815)
- William Sterndale Bennett
  - Csellószonáta (duo sonata) Op. 32
- Luigi Boccherini
  - gordonkaszonáták
- Alekszandr Porfirjevics Borogyin
  - h-moll csellószonáta
- Johannes Brahms
  - Csellószonáta Op. 38, é-moll (1862-5)
  - Csellószonáta Op. 99, F-dúr (1886)
- Luciano Berio
  - Les mots sont allés (1978) ()
- Ernest Bloch
  - Szvitek szóló csellóra (1956-7) ()
- Benjamin Britten
  - Szvit No. 1 (1964)
  - Szvit No. 2 (1968)
  - Szvit No. 3 (1974) ()
  - Gordonkaszonáta Op. 65, C-dúr (1960–1)
- Frank Bridge
  - d-moll csellószonáta (1913-7) ()
- Elliott Carter
  - Csellószonáta (1948)
- Alfredo Casella
  - Két gordonkaszonáta
- Mario Castelnuovo-Tedesco
  - Szonátas csellóra és hárfára
- Frédéric Chopin
  - Op. 65-ös g-moll csellószonáta (1845–6)
- Francesco Cilea
  - D-dúr gordonkaszonáta Op. 38 (1888)
- Henry Cowell
  - Csellószonáta
- George Crumb
  - Csellószonáta (1955)
- Claude Debussy
  - Csellószonáta, d-moll (1915)
- Frederick Delius
  - Csellószonáta (1916)
- Dohnányi Ernő
  - Csellószonáta Op. 8, h-moll
- Felix Draeseke
  - Csellószonáta Op. 58, D-dúr (1890)
- Marcel Dupré
  - Szonáta csellóra és orgonára
- George Enescu
  - Csellószonáta, fisz-moll
  - Csellószonáta, C-dúr
- Louise Farrenc
  - Csellószonáta Op. 46, B-dúr (kiadás: 1861)
- Gabriel Fauré
  - Csellószonáta Op. 109, d-moll (1917)
  - Csellószonáta Op. 117, g-moll (1921)
- Robert Fuchs
  - Csellószonáta Op. 29, d-moll
  - Csellószonáta Op. 83, E-flat-moll
- Roberto Gerhard
  - Csellószonáta
- Friedrich Gernsheim
  - Csellószonáta Op. 12, d-moll
  - Csellószonáta Op. 79, é-moll
- Alberto Ginastera
  - Csellószonáta Op. 49 (1979)
- Goldmark Károly
  - Csellószonáta Op. 39, F-dúr
- Alexander Grechaninov
  - Csellószonáta Op. 113, é-moll
- Edvard Grieg
  - Csellószonáta Op. 36, á-moll (1883)
- Jonathan Harvey
  - Curve with Plateaux for Helen Verney (1983)
- Paul Hindemith
  - Csellószonáták (1919, 1942, 1948.)
- Vagn Holmboe
  - M. 241-es szólószonáta (1968-9)
- Johann Nepomuk Hummel
  - Csellószonáta Op. 104, Á-dúr (1824) ()
- Vincent d’Indy
  - Csellószonáta Op. 84, D-dúr (1924-5)
- John Ireland
  - Csellószonáta, g-moll (1923)
- Dmitri Borisovich Kabalevsky
  - Csellószonáta Op. 71, B-dúr (1962)
- Ben Johnston
  - Toccata (1984)
- Mauricio Kagel
  - Unguis incarnatus est
- Ernst Krenek
  - Szóló csellószvit Op. 84
- Tikhon Khrennikov
  - Csellószonáta Op.34 (1989)
- Friedrich Kiel
  - [Csellószonáta, á-moll
- Kodály Zoltán
  - Csellószonáta Op. 4 (1909-10)
  - Cselló-szólószonáta Op. 8 (1915)
- Charles Koechlin
  - Csellószonáta Op. 66 (1917)
- Lajtha László
  - Csellószonáta
- Édouard Lalo
  - Csellószonáta, á-moll
- Guillaume Lekeu
  - Csellószonáta, F-dúr
- Ligeti György
  - Szólószonáta
- Alvin Lucier
  - Indian Summer (1993)
- Albéric Magnard
  - Csellószonáta Op. 20, Á-dúr
- Benedetto Marcello
  - 12 szonáta (1730-as évek)
- Bohuslav Martinu
  - Csellószonáta No. 1 (1939)
  - Csellószonáta No. 2 (1941)
  - Csellószonáta No. 3 (1952)
- Felix Mendelssohn
  - Csellószonáta Op. 45, B-dúr (1838)
  - Csellószonáta Op. 58, D-dúr (1842-3) ()
- Ernest John Moeran
  - Csellószonáta, á-moll (1947)
- Nikolai Myaskovsky
  - Csellószonáta Op. 12, D-dúr (1911)
  - Csellószonáta Op. 81, á-moll (1948-9)
- Vitezslav Novák
  - Csellószonáta Op. 66, g-moll
- Krzysztof Penderecki
  - Capriccio per Siegfried Palm
- George Perle
  - Csellószonáta (1947)
- Vincent Persichetti
  - Op. 54-es gordonka-szólószonáta
- Hans Pfitzner
  - Csellószonáta Op. 1, fisz-moll
- Gabriel Pierné
  - Csellószonáta Op. 46, fisz-moll (1919)
- Willem Pijper
  - Csellószonáta no. 1 (1919)
  - Csellószonáta no. 2 (1924) ()
- Francis Poulenc
  - Csellószonáta (1948)
- Szergej Prokofjev
  - Csellószonáta Op. 119, C-dúr (1949)
- Sergey Rachmaninov
  - Csellószonáta Op. 19, g-moll (1901)
- Joachim Raff
  - Csellószonáta Op. 183, D-dúr (1873)
- Max Reger
  - Csellószonáta Op. 5, f-moll (1892?)
  - Csellószonáta Op. 28, g-moll (1898?)
  - Csellószonáta Op. 78, F-dúr (1904)
  - Csellószonáta Op. 116, á-moll (1910?)
  - Három szólószvit
- Carl Reinecke
  - Csellószonáta Op. 42, á-moll
  - Csellószonáta Op. 89, D-dúr
  - Csellószonáta Op. 238, G-dúr
- Joseph Rheinberger
  - Csellószonáta Op. 92, C-dúr
- Ferdinand Ries
  - Csellószonáta Op. 20, C-dúr
  - Csellószonáta Op. 21, Á-dúr
  - Csellószonáta Op. 125, g-moll
- Guy Ropartz
  - Csellószonáta Op. 119, g-moll
  - Csellószonáta, á-moll
- Edmund Rubbra
  - Csellószonáta Op. 60, g-moll (1946)
- Anton Grigorjevics Rubinstejn
  - Csellószonáta Op. 18, D-dúr (1855)
  - Csellószonáta Op. 39, G-dúr (1857)
- Kaija Saariaho
  - Petals (1988)
  - Sept Papillons (2000)
- Camille Saint-Saëns
  - Csellószonáta Op. 32, c-moll (1872-3)
  - Csellószonáta Op. 123, F-dúr (1905)
- Giacinto Scelsi
  - Voyages (1985)
- Roger Sessions
  - Hat szólódarab csellóra (1966)
- Alfred Schnittke
  - Csellószonáta No. 1 (1978)
  - Csellószonáta No. 2 (1993-4)
- Erwin Schulhoff
  - Csellószonáta
- Vissarion Shebalin
  - Csellószonáta, C-dúr
- Dmitrij Sosztakovics
  - Csellószonáta Op. 40, d-moll (1934)
- David Stanley Smith
  - Csellószonáta Op. 59
- Charles Villiers Stanford
  - Csellószonáta No. 1 Op. 9, Á-dúr (1877)
  - Csellószonáta No. 2 Op. 39, d-moll (1889)
- Richard Strauss
  - Csellószonáta Op. 6, F-dúr (1883)
- Boris Tchaikovsky
  - Csellószonáta, é-moll (1957)
- Nicolai Tcherepnin
  - Szólószvit cselóra Op. 76
- James Tenney
  - Cellogram (1971)
- Augusta Read Thomas
  - Spring Song (2002)
- Ernst Toch
  - Csellószonáta Op. 50 (1929)
- Donald Francis Tovey
  - Csellószonáta Op. 4, F-dúr
  - D-dúr szonáta szóló gordonkára
- Moisei Vainberg
  - Csellószonáta Op. 21, C-dúr (1945)
  - Csellószonáta Op. 63, g-moll (1958-9)
  - Cselló-szólószonáta No. 1 Op. 72 (1960)
  - Cselló-szólószonáta No. 2 Op. 86 (1965)
  - Cselló-szólószonáta No. 3 Op. 106 (1971)
  - Cselló-szólószonáta No. 4 Op. 140 (1986)
- Louis Vierne
  - Csellószonáta Op. 27, h-moll (1910)
- Heitor Villa-Lobos
  - Szonáta no. 1
  - Szonáta no. 2 Op. 66, 1916
- Antonio Vivaldi
  - Csellószonáták
- William Walton
  - Passacaglia (1980)
- Anton Webern
  - Csellószonáta (1913)
  - Drei kleine Stücke op. 11
- Kurt Weill
  - Csellószonáta
- Egon Joseph Wellesz
  - Szólószonáta csellóra Op. 31, C-dúr
  - Csellószonáta op. 31 (1920)
- Charles-Marie Widor
  - Csellószonáta Op. 80, Á-dúr (1907)
- Charles Wuorinen
  - Csellóvariációk (1970)
- Iannis Xenakis
  - Nomos alpha
- Eugène Ysaÿe
  - Csellószonáta op. 28 (1924)